# Вукашин Вук Филиповић
Вукашин Вук Филиповић (Становце, код Вучитрна, 30. август 1930 — Приштина, 9. јул 1990) био је српски књижевник, ликовни уметник и професор Приштинског универзитета.

## Биографија
Основну школу похађао је у Бабином Мосту, Бресју и Приштини, а гимназију у Другој мушкој гимназији у Београду и Приштини и дипломирао југословеснку књижевност на Филозофском факултету у Београду 1954. године. Докторирао је на истом факултету 1964. године на теми „Детињство у делу Боре Станковића“. Био је професор у гимназији „Иво Лола Рибар“ у Приштини (1954-1959), предавач на Вишој педагошкој школи и, од септембра 1960. до своје смрти, предавач и професор на Филозофском факултету у Приштини на предметима Теорија књижевности и Модерна српска књижевност 20. века.
Један је од оснивача и први одговорни уредник књижевног листа „Видици“ (1953 - 1954) у Београду. Покретач је и главни и одговорни уредник часописа „Стремљења“ (1965 – 1979) у Приштини. Као студент у Београду објавио тридесетак приповедака са темама из косовског живота у Младом борцу, Младој култури, НИН-у, Нашем одјеку, Јединству. Његов роман „Трагови“ (у рукопису) награђен је на конкурсу „Народне просвјете“ у Сарајеву 1957. године за југословенски роман. Покрајинско народно позориште у Приштини извело је његове драме: „Тамне одаје“ (Албанска драма, 1956) и „Снег и ватра“ (Српска драма, 1963). Приредио је две самосталне изложбе слика 1957. и 1960. године. Његова изложба била је прва самостална изложба слика на Косову и Метохији. Илустровао је и збирку песама Рада Николића „Сенке“, а бројне ликовне прилоге објавио у Јединству. Подстицао је и помагао младим ствараоцима на Космету да се афирмишу. Један је од покретача издавачке делатности листа Јединство 1961. године, у коме је доцније углавном и објавио све своје књиге. 
Био је члан Академије наука и уметности Косова (АНУК) од њеног оснивања, а од 1986. до 1990. и њен председник, у једном мандату и председник Савета академија наука и уметности СФР Југославије. Није се придружио српским, црногорским и муслиманским писцима и интелектуалцима 1986. године у протестима против албанске мајоризације.

## Награде
- Награда Савеза културноуметничких друштава Косова и Метохије за драму „Тамне одаје",
- Трећа награда „Народне просвјете“ у Сарајеву за роман, 1956.
- Награда Обласног секретаријата за просвету и културу АКМО, 1958.
- Децембарска награда Косова, 1964.
- Новембарска награда Приштине, 1966.
- Награда Друштва књижевника Косова, 1976.
- Седмојулска награда СР Србије, 1982.

## Дела

### Књиге огледа и студија
- У свету књижевног дела, 1966,
- Детињство у делу Боре Станковића, 1968,
- Писци и време, 1970,
- Симболи епског простора, 1972,
- Поетика трајања, 1973,
- Свет књижевног дела, 1975,
- Дело Иве Aндрића, 1975,
- Поезија и поетика Стевана Раичковића, 1977,
- Уметност Вељка Петровића, 1980,
- Писци и време 2, 1982,
- Огледи и студије, 1985,

### Романи
- Трагови, Народна просвјета, Сарајево, 1957; (Gjurmat, превод на албански Вехап Шита, Rilindja, Приштина, 1958),
- Стрма обала, Јединство, Приштина, 1961, (друго издање: Нови свет, Приштина, 1996),

### Изведене драме
- Тамне одаје (алб. Oda e erret), Покрајинско народно позориште (Албанска драма), Приштина, режија, Славољуб Стефановић Раваси, 1956,
- Поход, радио-драма, Радио Приштина, 1962,
- Снег и ватра, Покрајинско народно позориште (Српска драма), Приштина, режија Александар Ковачевић, 1963; Народно позориште, Лесковац, 1964;

### Изложба слика
- Акварели, Фоаје Покрајинског народног позоришта, Приштина, 1957. и 1960. године